# Ejvind Hansen
Ejvind Willy Hansen, född 28 juli 1924 i Fodslette, död 19 december 1996 i Odense, var en dansk kanotist.
Hansen blev olympisk silvermedaljör i K-2 1000 meter vid sommarspelen 1948 i London.